# 유환희
유환희(1993년 ~)는 대한민국의 축구 선수다. 2010년 더찬스에서 문선민, 고용필과 함께 국내 최종 3인에 뽑혔던 바 있다. 세계 최종 8인에는 들지 못했다.